# 国立高等应用电子学院
国立高等电子及其应用学院(ENSEA)是坐落于法国首都巴黎附近的95省赛尔日-蓬图瓦兹（距巴黎市区约35公里）的一所公立综合工程师学院。学校是法国大学校会议成员，在创立之初就被法国工程师学位委员会授予资格颁发工程师文凭。

## 学院简介
在法国国家教育部的督导下，ENSEA以培养电子、电信、信号处理、计算机、生物科学以及自动化专业学生为目的向各个行业输送专业人才。ENSEA主要通过法国精英学院招生考试招收BAC+2（法国本科二年级）等级的学生。在学习期间，不仅培养学生的创造能力，而且更加致力于训练加强学生创立与管理企业的才能。
- ENSEA每年招收约240名学生。
- ISEEA的学习阶段每年颁发30个工业技术工程师的ENSEA毕业文凭。这个学习阶段中，学生通过实习和培训两种交替的方式来完成学业。
- 电信与计算机方向（TIM）是ENSEA与工程师学院研究会直属下的ITIN合作的专业。

## 学院历史
学院于1941年10月23日由René-Édy Denouette先生建立于Clichy，成立之初为机电一体化及雷达通信专业学校，历经近60年发展，已经成为一所以电子领域为主，涉及计算机、电信、信号处理及生物医学（IT及图像处理）跨专业综合工程师学校。学校建校名称为ENERA（École Nationale de Radiotechnique et d’Electricité Appliquée）,于1975年更改为现用名。1977年，学校正式迁往当时正在建设的巴黎新郊区95省Cergy（赛尔日），同时也顺应了学校主要合作伙伴Sagem迁往Osny的政策。

## 专业情况
ENSEA为综合性工程师学校，1、2年级学生没有具体专业划分，3年级学生有8个专业方向可供选择。学校根据学生志愿以及学生1、2年级综合平均分分配专业，平均每专业22-26人。
学校现有专业：
1. 电子及微波通信
2. 网络与电信
3. 嵌入式系统
4. 机械与复杂系统
5. 生物电子仪器
6. 自动化及工业电子
7. 计算机系统
8. 多媒体系统

## 国际交流合作
ENSEA和帝国理工学院、佐治亚理工学院、伊利诺伊理工学院、纽约州立大学、东京工业大学、武汉理工大学、南昌大学间有学生交换项目。ENSEA还参与工程师学校N+I项目的学校联盟，每年从全世界招收大约10名参加N+I项目的学生。